# Timor Est ai Giochi paralimpici
Timor Est è presente ai Giochi paralimpici estivi dall'edizione che si tenne nel 2000 a Sydney, in cui partecipò inviando due atleti che, dato che il Paese non era ancora riconosciuto come indipendente, parteciparono come "Atleti Paralimpici Individuali". Ha partecipato per la prima volta come Timor Est ai XIII Giochi paralimpici estivi di Pechino del 2008. Da allora ha partecipato ad ogni edizione delle Paralimpiadi estive tranne quella di Tokyo del 2020, senza mai vincere una medaglia. Non ha mai partecipato ai Giochi paralimpici invernali.

## Medagliere

### Giochi paralimpici estivi
| Giochi       | Oro | Argento | Bronzo | Totale | Pos. |
| ------------ | --- | ------- | ------ | ------ | ---- |
| Pechino 2008 | 0   | 0       | 0      | 0      | -    |
| Londra 2012  | 0   | 0       | 0      | 0      | -    |
| Rio 2016     | 0   | 0       | 0      | 0      | -    |
| Parigi 2024  | 0   | 0       | 0      | 0      | -    |
| Totale       | 0   | 0       | 0      | 0      | 0    |